# Gare d'Altkirch
La gare d'Altkirch est une gare ferroviaire française de la ligne de Paris-Est à Mulhouse-Ville, située à proximité du centre-ville, sur le territoire de la commune d'Altkirch, dans le département du Haut-Rhin, en région Grand Est.
Elle est mise en service en 1857, par la Compagnie des chemins de fer de l'Est. C'est une gare de la Société nationale des chemins de fer français (SNCF), desservie par des trains régionaux du réseau TER Grand Est.

## Situation ferroviaire
Établie à 291 m d'altitude, la gare d'Altkirch est située au point kilométrique (PK) 474,231 de la ligne de Paris-Est à Mulhouse-Ville, entre les gares de Ballersdorf (fermée) et de Walheim. C'était une gare d'embranchement avec la ligne d'Altkirch à Ferrette. La gare comporte deux quais centraux, B et C, qui mesurent 315 m.

## Histoire
Le décret impérial du 17 août 1853, approuvant la concession d'un chemin de fer de Paris à Mulhouse à la Compagnie du chemin de fer de Paris à Strasbourg, confirme le passage par Altkirch. La gare est mise en service lors de l'ouverture de la section de ligne de Dannemarie à Mulhouse, le 15 octobre 1857.
En 1891, elle devient gare d'embranchement avec l'ouverture de la ligne d'Altkirch à Ferrette. Sur cette ligne, le trafic voyageurs cesse en 1951 et celui des marchandises en 1968.
Le 14 décembre 2003, est mise en service une nouvelle fréquence des TER entre Mulhouse et Belfort ; la gare d'Altkirch bénéficie ainsi de quatre dessertes supplémentaires.
Le 20 septembre 2008 a lieu la cérémonie d'inauguration du réaménagement de la gare, réalisé dans le cadre du programme d'aménagement des gares (PAG) de la région Alsace. Les travaux ont consisté à renforcer l'accueil des voyageurs et améliorer les abords pour de meilleurs relations intermodales (abris à vélos, parkings et arrêt de bus). Les autorités ont procédé au baptême d'un autorail X 73500, portant le nom de la gare et les couleurs de la région,.
La gare est desservie, jusqu'au 10 décembre 2011, par des trains Intercités de la ligne Paris-Est – Troyes – Culmont-Chalindrey – Vesoul – Belfort – Mulhouse-Ville. La mise en service de la LGV Rhin-Rhône le lendemain a alors mis fin à cette desserte, car les Intercités ont pour terminus la gare de Belfort. Ces trains rallient à nouveau Mulhouse, désormais en tant que TER, depuis décembre 2017 ; l'arrêt à Altkirch est depuis lors rétabli.

## Fréquentation
De 2015 à 2024, selon les estimations de la SNCF, la fréquentation annuelle de la gare s'élève aux nombres indiqués dans le tableau ci-dessous.
| Année                      | 2015    | 2016    | 2017    | 2018    | 2019    | 2020    | 2021    | 2022    | 2023    | 2024    |
| -------------------------- | ------- | ------- | ------- | ------- | ------- | ------- | ------- | ------- | ------- | ------- |
| Voyageurs                  | 284 515 | 286 339 | 310 531 | 303 746 | 322 676 | 217 365 | 250 081 | 292 711 | 337 401 | 368 478 |
| Voyageurs et non voyageurs | 302 676 | 305 148 | 330 353 | 323 134 | 343 273 | 231 239 | 266 043 | 311 395 | 358 937 | 391 998 |

## Service des voyageurs

### Accueil
La gare dispose d'un bâtiment voyageurs ouvert du lundi au vendredi de 9 h 30 à 12 h 30 et de 14 h à 18 h 15 et le samedi de 8 h à 12 h 15 et 13 h 30 à 16 h 30 (fermé dimanche et jours fériés). On y trouve notamment un distributeur de titres de transport TER. La gare est ouverte tous les jours de 4 h 45 à 20 h 30.

### Desserte
Altkirch, gare du réseau TER Grand Est, est desservie par des trains qui effectuent des missions omnibus ou semi-directes entre les gares de Mulhouse-Ville et de Belfort, mais également par certains trains circulant entre Paris-Est et Mulhouse-Ville.

### Intermodalité
Un parc pour les vélos et un parking sont disponibles.

## Service des marchandises
La gare est ouverte au service fret (code gare : 182238). La gare comporte une installation terminale embranchée et des voies de service qui la rendent ouverte également au service infrastructure de la SNCF.

## Cinéma
Le nom de la gare d'Altkirch est donné à la gare de Volgelsheim pour le tournage du téléfilm Un été Alsacien en 1991.